# Cytomelanconis systema-solare
Cytomelanconis systema-solare — вид грибів, що належить до монотипового роду  Cytomelanconis.